# Porsche 992
Porsche 992 je označení osmé generace legendárního vozu Porsche 911, která si svou premiéru odbyla na autosalonu v Los Angeles. Koncem listopadu roku 2018 byly představeny modely Carrera S a Carrera 4S. Začátkem následujícího roku byly obě varianty představeny jako kabriolet. V současnosti je představen i základní model Carrera ve verzi kupé i kabriolet.

## Modely
- 911 Carrera
- 911 Carrera S
- 911 Carrera Cabriolet
- 911 Carrera S Cabriolet
- 911 Carrera 4S
- 911 Carrera 4S Cabriolet
- 911 Carrera GTS
- 911 Carrera 4 GTS
- 911 Targa 4
- 911 Targa 4S
- 911 Targa GTS
- 911 Turbo
- 911 Turbo S
- 911 GT3
- 911 GT3 Touring
- 911 GT3 RS